# Phyllodrepanium falcifolium
Phyllodrepanium falcifolium är en bladmossart som beskrevs av Marshall Robert Crosby 1970 [1971. Phyllodrepanium falcifolium ingår i släktet Phyllodrepanium och familjen Phyllodrepaniaceae. Inga underarter finns listade i Catalogue of Life.